# Perichaena
Perichaena ist eine Gattung von Schleimpilzen aus der Ordnung der Trichiida. Sie umfasst 16 Arten.

## Merkmale
Die Fruchtkörper sind Plasmodiokarpe oder Sporokarpe. Das Peridium ist zweilagig, die Lagen liegen eng aneinander an. Die äußere Lage ist fleckenartig unregelmäßig granuliert, gelegentlich ist die Granulation nur schwach ausgeprägt. Ob diese Granulation Kalk ist, ist ungesichert. Die innere Lage des Peridiums ist häutig und durchscheinend. Das Capillitium besteht aus einfachen oder verzweigten, hohlen Fäden, die Oberfläche kann genetzt, stachlig, glatt oder ringartig ausgeprägt sein, ist aber nie spiralig gebändert. Die Sporen sind gelb.

## Verbreitung
Die Gattung ist mit vielen ihrer Arten weltweit verbreitet, sie findet sich meist auf Laubholz sowie in Laub. Sechs Arten sind auch aus dem deutschsprachigen Raum bekannt.

## Systematik und Forschungsgeschichte
Die Gattung wurde 1817 von Elias Magnus Fries erstbeschrieben, Typusart ist Perichaena corticalis. Die Gattung umfasst ca. 16 Arten:
- Perichaena areolata
- Perichaena brevifila
- Perichaena corticalis
- Perichaena chrysosperma
- Perichaena depressa
- Perichaena dictyonema
- Perichaena heterobaculata
- Perichaena longipes
- Perichaena microspora
- Perichaena pedata
- Perichaena pulcherrima
- Perichaena quadrata
- Perichaena reticulospora
- Perichaena syncarpon
- Perichaena tesselata
- Perichaena thindii
- Perichaena vermicularis

## Nachweise
Fußnoten direkt hinter einer Aussage belegen die einzelne Aussage, Fußnoten direkt hinter einem Satzzeichen den gesamten vorangehenden Satz. Fußnoten hinter einer Leerstelle beziehen sich auf den kompletten vorangegangenen Absatz.
1. ↑  Marie L. Farr: Myxomycetes. In: Flora Neotropica. Band 16. The New York Botanical Garden, New York 1976, ISBN 0-89327-009-1, S. 60.
2. 1 2 3  Hermann Neubert, Wolfgang Nowotny, Karlheinz Baumann: Die Myxomyceten Deutschlands und des angrenzenden Alpenraumes unter besonderer Berücksichtigung Österreichs. Band 1. Karlheinz Baumann Verlag, Gomaringen 1993, ISBN 3-929822-00-8, S. 225–226.